# 耿其光
耿其光（1883年6月7日—1946年10月12日），是天主教意大利籍主教及慈幼会會士。曾任廣東省韶州宗座代牧區宗座代牧及韶州教區主教（1930年-1946年）。

## 生平
耿其光出生於1883年6月7日，在意大利王國北部特伦蒂诺-上阿迪杰大区南蒂罗尔的市鎮布雷萨诺内。1901年10月5日，他17歲時在都灵省伊夫雷亚發願，加入鮑思高慈幼会。1909年9月18日，耿其光在26岁時在都灵省弗里佐晉鐸，並被派遣前往中國廣東省韶州传教。首先在香山地區傳教。1923年，被選為鮑思高慈幼會省會長。
1930年2月25日，韶州宗座代牧聖雷鳴道主教與高惠黎神父，被土匪槍殺殉道。同年7月23日，耿其光在47岁時獲時任教宗庇護十一世任命为廣東省韶州宗座代牧區宗座代牧，領銜希臘卡里斯托教區主教。同11月9日，由宗座駐華代表剛恆毅总主教主禮，江蘇海門宗座代牧朱开敏主教、廣東廣州宗座代牧魏畅茂主教、香港宗座代牧恩理覺主教及江門宗座代牧華理柱主教襄禮晉牧。
耿其光主5任內創立顯主女修會。1931年7月26日，襄禮晉牧廣東廣州宗座代牧區輔理宗座代牧楊福爵。
1946年4月11日，聖座在中國設立聖統制，韶州宗座代牧區升格為韶州教區，屬於廣東教省，耿其光留任成為韶州教區首任主教，但同年10月12日，耿其光主教便在中華民國廣東省河西去世，享年63岁。

## 外部連結
- 鮑思高慈幼會：耿其光主教 (Ignazio Canazei) （页面存档备份，存于）